# Eptatretus cirrhatus

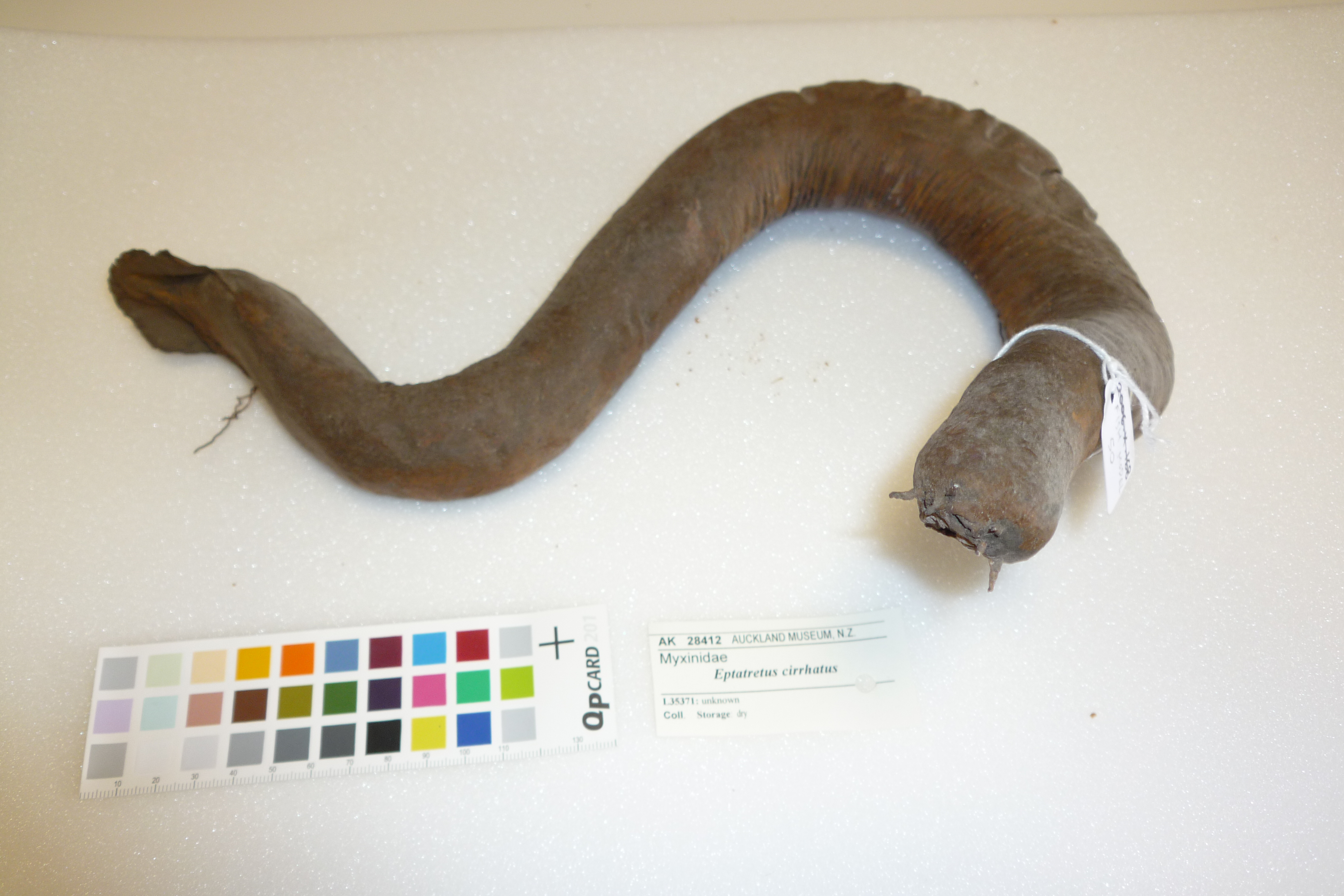

Eptatretus chinensis – gatunek bezszczękowca z rodziny śluzicowatych (Myxinidae).

## Zasięg występowania
Wybrzeża południowej i wschodniej Australii i Nowej Zelandii.

## Cechy morfologiczne
Osiąga maksymalnie 83 cm długości. Siedem par worków skrzelowych. Gruczoły śluzowe: przedskrzelowe 16–20, tułowiowe 46–53, ogonowe 10–14.  

## Biologia i ekologia
Występuje na głębokości 40–700 m (maksymalnie 1100 m), nad miękkim dnem na stoku kontynentalnym, często jest związana z rafami. Czasami tworzy liczne populacje.